# Car Shang od Hana
Car Shang of Hana, kin. 漢殤帝, py. Hàn Shāng dì, wg. Han Shang-ti (početak 105. - kolovoz/rujan 106.) bio je kineski car iz dinastije Han, odnosno peti po redu vladar Istočne dinastije Han.
Bio je dijete cara Hea i konkubine čije ime povijesti nije poznato. Imao je starijeg brata po imenu Liu Sheng, ali je nakon očeve smrti Deng Sui odlučila da Shang, usprkos toga što je imao samo tri mjeseca, bude proglašen za cara, a Deng Sui za regenticu. 
Carica je, međutim, za svaki slučaj u carskoj palači u Luoyangu zadržala i njegovog 12-godišnjeg rođaka Liu Hua, kako bi se osigurala za slučaj da malo dijete umre. Kada se to dogodilo nakon godinu dana, Liu Hu je proglašen za novog cara po imenu An, ali je carica majka Deng zadržala vlast kao regentica.